# آراگ بالا
آراگ بالا (به لاتین: Upper Arag) یک منطقهٔ مسکونی در روسیه است که در شهرستان سلیمان-استالسکی واقع شده‌است. آراگ بالا ۰ نفر جمعیت دارد.